# Frome
Frome (pronunțat [ˈfruːm]) este un oraș în comitatul Somerset, regiunea South West, Anglia. Orașul se află în districtul Mendip.